# Isolation (The Walking Dead)
«Aislamiento» —título original en inglés: «Isolation»— es el tercer episodio de la cuarta temporada del horror posapocalíptica serie de televisión The Walking Dead, La cadena AMC lo emitió en los Estados Unidos el 27 de octubre de 2013; Fox hizo lo propio en España e Hispanoamérica los días 28 y 29 del mismo mes,respectivamente. Fue escrito por el creador de la serie Robert Kirkman y dirigida por Dan Sackheim. En este episodio, la situación en la prisión se agrava, ya que el virus infecta a más habitantes y los sobrevivientes tratan de encontrar la manera de lidiar con la situación. Mientras tanto, el grupo se enfrenta a un posible traidor, después Tyreese (Chad Coleman) descubre el asesinato de dos personas infectadas (su novia Karen y su amigo David).

## Trama
En el patio interior, Tyreese (Chad L. Coleman) le explica a Rick Grimes (Andrew Lincoln), Carol Peletier (Melissa McBride), y Daryl Dixon (Norman Reedus) cómo encontró los cadáveres quemados de su novia Karen y su amigo David. Un enfurecido Tyreese exige que Rick encuentre al asesino; cuando Rick y Daryl intentan calmarlo, se vuelve violento y comienza a atacarlos. Durante esto, Rick se enfurece y golpea a Tyreese antes de que Daryl se lleve a Rick. Después de vendar la mano de Rick, Hershel Greene (Scott Wilson) y el resto del consejo de la prisión deciden poner en cuarentena a los enfermos en el Bloque A y separar a los ancianos y los niños. La hermana de Tyreese Sasha (Sonequa Martin-Green), Glenn Rhee (Steven Yeun), Lizzie (Brighton Sharbino) y el médico de la prisión, el Dr. Caleb Subramanian (Sunkrish Bala) contraen el virus y se ven obligados a entrar en cuarentena. Hershel sugiere que podrían buscar suministros médicos en una facultad de veterinaria, y Daryl, Michonne (Danai Gurira) y Bob Stookey (Lawrence Gilliard Jr.) se ofrecen como voluntarios para recuperar el medicina.
Después de escoltar a los enfermos hasta llegar al pabellón A, Carol nota que tienen poca agua e informa a Rick al respecto, y los dos acuerdan limpiar la cisterna al día siguiente. Rick se acerca cautelosamente a Tyreese para consolarlo y disculparse por sus acciones, pero Tyreese lo rechaza y se marcha ferozmente. Maggie Greene (Lauren Cohan), quien se encuentra devastada, le informa la enfermedad de Glenn a su hermana Beth (Emily Kinney), quien le asegura a su hermana que tienen trabajos que hacer, como su padre siempre dice. Hershel, con la ayuda de Carl Grimes (Chandler Riggs), consiguen hojas de saúco para hacer un té para utilizarlo como un remedio para los enfermos. Los dos encuentran dos caminantes en estado inofensivo; Hershel le aconseja a Carl que no los mate, que es innecesario. Tyreese, después de proteger a los sobrevivientes infectados del asesino de Karen, se despide de una Sasha enferma y se ofrece de voluntario con el grupo de Daryl a buscar el medicamento. Él le dice a Carol, que vele por Sasha, pero después de que él se va, Carol quebranta en llanto.
Maggie ve a su padre acercándose a la zona de cuarentena y le advierte sobre la posible exposición, con el apoyo de Rick. Hershel responde diciendo que siempre arriesgan sus vidas todos los días: lo único que pueden hacer ahora es decidir para qué se arriesgan, con su capacidad para salvar las vidas de los infectados. Rick investiga la escena del crimen y nota una maldita huella de la mano. Mientras conduce hacia la universidad, Daryl habla con Michonne sobre la caza del Gobernador cuando de repente escuchan una voz sobre la radio del automóvil repitiendo las palabras  "Santuario ... los que llegan ... sobreviven ..." Un distraído Daryl se mete en una horda de caminantes, lo que obliga al grupo a abandonar su vehículo, a excepción de un malhumorado Tyreese. Tyreese eventualmente sale de él, pero está abrumado por los caminantes, lo que obliga a los otros tres a dejarlo. Sin embargo, él milagrosamente sobrevive ante el enjambre y se reagrupa con los demás.
Después de que Rick rescata a Carol, que había salido imprudentemente de la prisión para limpiar la bomba por su cuenta, de los caminantes, Rick le dice a Carol que ha notado hasta dónde está dispuesta a ir para proteger al grupo de sobrevivientes. Luego le pregunta si ella mató a Karen y David. Después de una breve pausa, ella responde con un simple "Sí" y luego se aleja silenciosamente.

## Recepción

### Índice de audiencia
Tras su emisión original, "Isolation" el capítulo ganó 12,92 millones de espectadores y una calificación de 6,8 en los adultos 18-49. Esto fue en el total de televidentes y de la calificación de 7.1 18-49 recibido por primera emisión del episodio anterior. Sin embargo, el espectáculo aun así ganó la noche en televisión por cable, superando a cualquier otra programa por cable.

### Críticas
El episodio recibió críticas en su mayoría positivas por parte de los críticos y muchos de ellos elogiaron el sorprendente final y el desempeño de Chad L. Coleman. Escribiendo para IGN, Roth Cornet dio a este episodio una calificación de 8.8 / 10, lo que indica que fue "excelente". Cornet justifica su calificación se debe principalmente al desarrollo de personajes ricos visto en este episodio, particularmente de Carol y Tyreese. Ella dice que "la elección de Carol proporciona un gran potencial de historia, por no hablar del arco ahora más complejo de su personaje". Cornet explica que el "paisaje" ha cambiado bien, y agregó que muchas líneas argumentales interesantes fueron ampliadas y planteadas para este episodio, lo más importante de la voz que se escucha a través de la radio del automóvil. Ella escribe que quiere ver más de esto, explicando que la zanahoria de la esperanza dada a los personajes por esta misteriosa voz, sin duda, mantendrá la serie en marcha. Crítica que Cornet encuentra en la escena en la que Darryl, Bob, Michonne y Tyreese sobreviven a su auto al ser atacado por una gran horda. Cornet dice: "fue un poco exagerado imaginar que los cuatro salieron de esa horda intactos. Tyreese parecía estar en un encurtido especial". Además, señala que la escena en la que Hershel le dice a Carl que no dispare a los caminantes claramente débiles con los que se enfrentan (una está en una trampa para osos y la otra se mueve lentamente en el bosque) tal vez no sea necesaria, señalando que " Carl no aprendió sobre dejar atrás a los caminantes cuando murió Dale ".
Zack Handlen, de  The A.V. Club , le dio al episodio un B + en una escala clasificada de A (más alto) a F (más bajo). Handlen escribe algo contra los puntos de vista de Cornet sobre el desarrollo de Carol y Tyreese en este episodio, explicando que la revelación de que Carol mató y quemó a David y Karen fue "poco convincente" y que "parece un salto drástico para el personaje". que algunas conversaciones sobre cuchillos no van a cubrir". Sobre el desarrollo de Tyreese, Handlen describe su trama como "torpe en puntos". Sin embargo, Handlen contrasta este punto al explicar que aunque su comportamiento, particularmente su escena de lucha con Rick al principio, es algo exagerado, nos muestra una "sensación de que la violencia frustrada debe acechar detrás del comportamiento cotidiano de tantos de estos personajes ". Más positivamente, él escribe que el elemento del titulo del episodio "Isolation" o "Aislamiento en español" que involucraba a los personajes en cuarentena fue efectivo, especialmente cuando personajes principales como Glenn mostraron signos de la enfermedad. Él agrega que la oportunidad de ver a algunos de los personajes principales de la serie, comienza a intensificarse y tratar de salvar a otros en su hora de necesidad fue grandioso de ver, particularmente Hershel. De la acción de Hershel para ir a buscar hierbas para hacer té para ayudar a los enfermos, Handlen comenta: "Es un gesto pequeño (y potencialmente fatal), pero la dignidad del mismo, y la negativa de Hershel a retroceder cuando todos los demás le dicen que arriesga su vida es digna de mención. En cierto modo, es exactamente lo opuesto a la elección de Carol. "